# Tout ce qui est solide se volatilise
Tout ce qui est solide se volatilise (sous-titre : L'Expérience de la modernité) est un essai écrit par Marshall Berman entre 1971 et 1981, paru à New York en 1982.
L'ouvrage s'interroge sur les significations de la modernité, les effets de la modernisation sociale et économique et ses rapports conflictuels et contradictoires avec le modernisme.
Le titre est tiré du Manifeste communiste de Karl Marx et Friedrich Engels. 

## Structure de l'ouvrage. L'ouvrage comprend plusieurs chapitres.
- Dans un premier temps, Berman utilise le Faust de Goethe comme un analyseur littéraire de la modernisation, à travers les processus du rêve, de l'amour et du développement de soi ; il cherche à dégager la figure du développeur et son rôle dans le processus historique mené par la bourgeoisie, la destruction/création évoquée par le Manifeste.

- Dans une deuxième partie, attachée à la figure de Marx rédacteur de ce texte, Berman emploie une terminologie marxiste pour caractériser le caractère autodestructeur de la modernisation.

- Dans la troisième section, Baudelaire est au centre de l'expérience moderniste et de son ambivalence au cours du temps, vis-à-vis du progrès et de la bourgeoisie.

- Berman visite ensuite, dans un chapitre plus long et encore plus ambitieux, le locus essentiel de la modernisation ambigüe dans la ville de Pétersbourg en s'aventurant dans la littérature russe (Pouchkine, Dostoïevski, Bely, Gogol et Mandelstam), en passant par la place de la ville dans les Révolutions de 1905 et de 1917.

- Le livre évoque enfin, dans un jeu de miroir saisissant, le devenir de New York dans les années 1960 et 1970, en particulier l'urbanisation violente du Bronx sous l'impulsion de Robert Moses à partir des années 1950.

- L'édition française (publiée à Genève et Paris par Entremonde en 2018, éditeur publiant aussi Georges Sorel) comprend en outre un dernier chapitre inédit qui remonte à l'Antiquité grecque (écrit par Berman à cette époque probablement donc), qui évoque l'agora et sa place particulière dans les représentations politiques d'auteurs classiques tel que Platon.